# Dietrich II. von der Mark
Dietrich II. Graf von der Mark (* 1374; † 14. März 1398) war Domherr in verschiedenen Bistümern und Vogt über Werden und Essen.

## Leben

### Herkunft und Familie
Dietrich von der Mark war der Sohn des Grafen Adolf von Kleve und Mark und der Margarete von Berg, Tochter von Graf Gerhard I. von Berg-Ravensberg.

### Wirken
An der Universität Montpellier absolvierte Dietrich in den Jahren 1353 bis 1357 ein Studium. 1364 findet er erstmals als Domherr zu Köln urkundliche Erwähnung. Vier Jahre später wurde er hier zum Dompropst gewählt. Papst Gregor XII. erteilte ihm am 29. Juli 1371 eine Zusage auf eine Dompräbende in Münster im Tausch gegen die Lütticher Präbende des Domherrn Lubbert von Rodenberge. Dietrich war auch Domherr in Trier und Worms sowie Propst in Xanten, Rees und Zyfflich. Im Jahre 1374 verzichtete er auf alle geistlichen Ämter und zog sich ins weltliche Leben zurück. Sein Vater machte ihn noch zu Lebzeiten 1393 zum Grafen von der Mark. Die Grafschaft Kleve erbte nach dem Tod des Vaters 1394 Dietrichs älterer Bruder Adolf.
Dietrich starb bereits 1398 in einer Fehde. Sein Grab liegt in der Stiftskirche von Hörde. Die Nachfolge in der Grafschaft Mark trat Dietrichs Bruder Adolf an, der damit Kleve und Mark in Personalunion vereinigte.